# Erica Jong
Œuvres principales
Le Complexe d'Icare
Erica Jong, née Erica Mann le 26 mars 1942 à New York, est une écrivaine américaine surtout connue en France comme l'auteur du roman Le Complexe d'Icare, d'abord paru aux États-Unis sous le titre Fear of Flying (en) en 1973, et de sa suite, La Planche de salut, paru aux États-Unis sous le titre How to Save Your Own Life en 1977. Cette grande figure du féminisme américain a également écrit des poèmes, dont un recueil, Amour racine, traduit et publié en 1979 chez Seghers.

## Biographie
Elle naît et grandit à New York et est la cadette de Seymour Mann (né Nathan Weisman, mort en 2004), batteur devenu homme d'affaires d'origine juive polonaise ; sa mère, Eda Mirsky, née en 1911 en Angleterre dans une famille immigrée russe, était peintre et styliste textile. 
Erica Jong obtient en 1963 un baccalauréat du Barnard College, une institution pour jeunes filles associée à l'Université Columbia où elle poursuit ses études supérieures et obtient une maîtrise universitaire en 1965 grâce à une thèse sur la littérature britannique du XVIIIe siècle. 
Erica Jong se marie à quatre reprises : d'abord avec Michael Werthman, qu'elle rencontre pendant ses études, puis avec le psychiatre sino-américain Allan Jong, dont elle conservera le nom pour signer ses publications et avec qui elle vit de 1966 à 1969 sur une base de l'armée américaine à Heidelberg, en Allemagne. Pendant cette période, elle séjourne à plusieurs reprises à Venise, ce qui lui inspirera plus tard le roman Serenissima (1987), réédité en anglais depuis et dès lors mieux connu en Amérique sous le titre Shylock's Daughter. Elle épouse ensuite le compositeur et romancier Jonathan Fast, fils de l'écrivain Howard Fast, avec qui elle aura une fille, la romancière Molly Jong-Fast (en). Après un dernier divorce, elle épouse le district attorney new-yorkais Kenneth David Burrows. Elle devient célèbre dès la parution de son roman Le Complexe d'Icare (Fear of Flying, 1973), où le personnage de Isadora Wing, son alter ego, revit en fait les démêlés amoureux des deux premiers mariages d'Erica Jong. Les deux romans suivants de la trilogie avec Isadora Wing décrivent les relations matrimoniales entre l'auteure et son troisième mari, Jonathan Fast, mais aussi le moment où elle devient mère. Dans ces romans, les prises de positions d'Erica Jong sur la condition féminine dans les années 1970, la redéfinition des relations conjugales et de la sexualité de la femme au sein du couple moderne et les inégalités sociales dans une société capitaliste en font l'une des porte-paroles des mouvements féministes et de gauche en Amérique. 
De tous les combats, elle soutient également le mouvement LGBT et la légalisation du mariage homosexuel ; elle affirme que « le mariage homosexuel [est] une bénédiction, pas une malédiction. Il promeut assurément la stabilité et la famille. Et cela est assurément bon pour les gamins ».

## Œuvres

### Romans

#### TrilogieIsadora Wing
- Fear of Flying (en) (1973) Publié en français sous le titre Le Complexe d'Icare, traduit par Georges Belmont, Paris, Robert Laffont, 1976 ; réédition, Paris, J'ai lu no 816, 1978 ; réédition, Paris, Le Livre de poche no 6986, 1991  (ISBN 2-253-05718-5)
- How to Save Your Own Life (1977) Publié en français sous le titre La Planche de salut, traduit par Hortense Chabrier et Georges Belmont, Paris, Robert Laffont, 1977 ; réédition, Paris, Le Livre de poche no 6989, 1991  (ISBN 2-253-05727-4)
- Parachutes and Kisses (1984) Publié en français sous le titre Les Parachutes d'Icare, traduit par Hortense Chabrier et Georges Belmont, Paris, Acropole, coll. Littérature du monde, 1984  (ISBN 2-7357-0021-6) ; réédition, Paris, J'ai lu no 2061, 1986

#### Autres romans
- Fanny, Being the True History of the Adventures of Fanny Hackabout-Jones (1980) (une réécriture féministe du roman Mémoires de Fanny Hill, femme de plaisir de John Cleland) Publié en français sous le titre Fanny ou la Véridique histoire des aventures de Fanny Troussecottes-Jones, traduit par Hortense Chabrier et Georges Belmont, Paris, Acropole, coll. Littérature du monde, 1980  (ISBN 2-7144-1278-5) ; réédition, Paris, J'ai lu no 1358 et no 1359 (2 vol.), 1984
- Serenissima(1987) (réédité sous le titre Shylock's Daughter) Publié en français sous le titre Serenissima, traduit par Hortense Chabrier et Georges Belmont, Paris, Acropole, 1987  (ISBN 2-7357-0075-5) ; réédition, Paris, J'ai lu no 2600, 1989
- Any Woman's Blues (1990) Publié en français sous le titre Nana Blues, traduit par Georges Belmont, Paris, Grasset, 1990  (ISBN 2-246-43731-8) ; réédition, Paris, Le Livre de poche no 4362, 1992  (ISBN 2-253-06066-6)
- Inventing Memory: a Novel of Mothers and Daughters (1997) (réédité sous le titre Of Blessed Memory) Publié en français sous le titre De mémoire de filles, traduit par Richard Crevier, Paris, Grasset, 1998  (ISBN 2-246-55781-X) ; réédition, Paris, Le Livre de poche no 14971, 2000  (ISBN 2-253-14971-3)
- Sappho's Leap (2003)
- Fear of Dying (2015) Publié en français sous le titre Le complexe d'Eos, traduit par Béatrice Shalit, Paris, Robert Laffont, 2017  (ISBN 978-2-221-19272-6)

#### Romans illustrés
- Megan's Book of Divorce: a Kid's Book for Adults ; illustré par Freya Tanz (1984)
- Megan's Two Houses: a Story of Adjustment ; illustré pr Freya Tanz (1984, réédition 1996)

### Recueils de nouvelles
- How-to Books and Other Absurdities (1971)
- Songs in the Key of I (1998)

### Nouvelles isolées
- The Rolls-Royce Affair (parue dans Playboy, janvier 1977)
- Fanny, Being the True History of the Adventures of Fanny Hackabout-Jones (extrait du roman paru dans Playboy, août 1980)

### Poésie
- Fruits and Vegetables (1971, version révisée en 1997)
- Half-Lives (1973)
- Loveroot (1975) Publié en français sous le titre Amour racine, traduit par Hortense Chabrier et Georges Belmont, Paris, Seghers, 1979
- Here Come, and Other Poems (1975)
- At the Edge of the Body (1979)
- Ordinary Miracles (1983)
- Becoming Light: Poems, New and Selected (1991)
- Love Comes First (2009)

### Essais et autres publications
- East-West Blues (1977), essai publié dans le recueil collectif Four Visions of America Publié en français sous le titre East-West Blues, traduit par Fabrice Hélion, Paris, Buchet-Chastel, 1978
- Witches (1981) Publié en français sous le titre Sorcières, traduit par Brice Matthieussent, Paris, Albin Michel, 1982  (ISBN 2-226-01523-X)
- The Devil at Large: Erica Jong on Henry Miller (1993) Publié en français sous le titre Henry Miller ou le Diable en liberté, traduit par Georges Belmont, Paris, Grasset, 1994  (ISBN 2-246-47421-3) ; réédition, Paris, Le Livre de poche no 14176, 1997  (ISBN 2-253-14176-3)
- Fear of Fifty: a Midlife Memoir (1994) Publié en français sous le titre La Peur de l'âge : ne craignons pas nos 50 ans, traduit par Dominique Rinaudo, Paris, Grasset, 1996  (ISBN 2-246-50301-9) ; réédition, Paris, Le Livre de poche no 14553, 1998  (ISBN 2-253-14553-X)
- What Do Women Want? : Bread, Roses, Sex and Power (1998)
- Seducing the Demon: writing for my life (2006)
- My Dirty Secret (2007), essai publié dans le recueil collectif Bad Girls: 26 Writers Misbehave
- It Was Eight Years Ago Today (But It Seems Like Eighty)  (2008)

### Articles
- The Impending Censorship of Sex (paru dans Penthouse, octobre 1993)
- Is Sex Sexy Without Power? (paru dans Penthouse, avril 1995)

### Anthologie éditée par Erica Jong
- Sugar in My Bowl: Real Women Write About Real Sex  (2011)